# Stazioni ferroviarie del Giappone (S)
| Stazioni ferroviarie del Giappone | Stazioni ferroviarie del Giappone | Stazioni ferroviarie del Giappone | Stazioni ferroviarie del Giappone | Stazioni ferroviarie del Giappone | Stazioni ferroviarie del Giappone | Stazioni ferroviarie del Giappone | Stazioni ferroviarie del Giappone | Stazioni ferroviarie del Giappone | Stazioni ferroviarie del Giappone | Stazioni ferroviarie del Giappone | Stazioni ferroviarie del Giappone | Stazioni ferroviarie del Giappone | Stazioni ferroviarie del Giappone | Stazioni ferroviarie del Giappone | Stazioni ferroviarie del Giappone | Stazioni ferroviarie del Giappone | Stazioni ferroviarie del Giappone | Stazioni ferroviarie del Giappone | Stazioni ferroviarie del Giappone | Stazioni ferroviarie del Giappone |
| --------------------------------- | --------------------------------- | --------------------------------- | --------------------------------- | --------------------------------- | --------------------------------- | --------------------------------- | --------------------------------- | --------------------------------- | --------------------------------- | --------------------------------- | --------------------------------- | --------------------------------- | --------------------------------- | --------------------------------- | --------------------------------- | --------------------------------- | --------------------------------- | --------------------------------- | --------------------------------- | --------------------------------- |
| A                                 | B                                 | C                                 | D                                 | E                                 | F                                 | G                                 | H                                 | I                                 | J                                 | KL                                | M                                 | N                                 | OP                                | R                                 | S                                 | T                                 | U                                 | W                                 | Y                                 | Z                                 |

## Lista delle stazioni

### Sa
| Stazione di Sabae                              | 鯖江駅                                           |
| Stazione di Sabaishi                           | 鯖石駅                                           |
| Stazione di Sabase                             | 鯖瀬駅                                           |
| Stazione di Sachiura                           | 幸浦駅（さちうら）                               |
| Stazione di Sadamitsu                          | 貞光駅（さだみつ）                               |
| Stazione di Sadōri                             | 左通駅（さどおり）                               |
| Stazione di Sadowara                           | 佐土原駅（さどわら）                             |
| Stazione di Saeki-Kuyakushomae                 | 佐伯区役所前駅（さえきくやくしょまえ）           |
| Stazione di Saga                               | 佐賀駅（さが）                                   |
| Stazione di Saga-Arashiyama                    | 嵯峨嵐山駅（さがあらしやま）                     |
| Stazione di Sagae                              | 寒河江駅（さがえ）                               |
| Stazione di Saga-Kōen                          | 佐賀公園駅（さがこうえん）                       |
| Stazione di Sagamihara                         | 相模原駅（さがみはら）                           |
| Stazione di Sagami-Kaneko                      | 相模金子駅（さがみかねこ）                       |
| Stazione di Sagamiko                           | 相模湖駅（さがみこ）                             |
| Stazione di Sagamino                           | さがみ野駅（さがみの）                           |
| Stazione di Sagami-Numata                      | 相模沼田駅（さがみぬまた）                       |
| Stazione di Sagami-Ōno                         | 相模大野駅（さがみおおの）                       |
| Stazione di Sagami-Ōtsuka                      | 相模大塚駅（さがみおおつか）                     |
| Stazione di Sagarahan-Ganjōji                  | 相良藩願成寺駅（さがらはんがんじょうじ）         |
| Stazione di Saginomiya (Shizuoka)              | さぎの宮駅（さぎのみや）                         |
| Stazione di Saginomiya (Tokyo)                 | 鷺ノ宮駅（さぎのみや）                           |
| Stazione di Saginuma                           | 鷺沼駅（さぎぬま）                               |
| Stazione di Sagoshi                            | 砂越駅（さごし）                                 |
| Stazione di Sai                                | 西院駅（さい）                                   |
| Stazione di Saichi                             | 最知駅（さいち）                                 |
| Stazione di Saidaiji                           | 西大寺駅（さいだいじ）                           |
| Stazione di Saidōsho                           | 採銅所駅（さいどうしょ）                         |
| Stazione di Saigane                            | 西金駅（さいがね）                               |
| Stazione di Saigata                            | 犀潟駅（さいがた）                               |
| Stazione di Saigawa                            | 犀川駅（さいがわ）                               |
| Stazione di Saigō                              | 西郷駅（さいごう）                               |
| Stazione di Saiin                              | 西院駅（さいいん）                               |
| Stazione di Saijō                              | 西条駅 (広島県)（さいじょう）                    |
| Stazione di Saiki                              | 佐伯駅（さいき）                                 |
| Stazione di Saikū                              | 斎宮駅（さいくう）                               |
| Stazione di Saimyōji                           | 西明寺駅（さいみょうじ）                         |
| Stazione di Saishunsōmae                       | 再春荘前駅（さいしゅんそうまえ）                 |
| Stazione di Saitama-Shintoshin                 | さいたま新都心駅（さいたましんとしん）           |
| Stazione di Saito-nishi                        | 彩都西駅（さいとにし）                           |
| Stazione di Saitozaki                          | 西戸崎駅（さいとざき）                           |
| Stazione di Saiwai                             | 幸駅（さいわい）                                 |
| Stazione di Saka                               | 坂駅（さか）                                     |
| Stazione di Sakabe                             | 坂部駅（さかべ）                                 |
| Stazione di Sakado (Fukuoka)                   | 酒殿駅（さかど）                                 |
| Stazione di Sakado (Ibaraki)                   | 坂戸駅 (茨城県)（さかど）                        |
| Stazione di Sakado (Saitama)                   | 坂戸駅 (埼玉県)（さかど）                        |
| Stazione di Sakae (Aichi)                      | 栄駅 (愛知県)（さかえ）                          |
| Stazione di Sakae (Hyogo)                      | 栄駅 (兵庫県)（さかえ）                          |
| Stazione di Sakae (Okayama)                    | 栄駅 (岡山県)（さかえ）                          |
| Stazione di Sakaechō (Chiba)                   | 栄町駅 (千葉県)（さかえちょう）                  |
| Stazione di Sakaechō (Tokyo)                   | 栄町駅 (東京都)（さかえちょう）                  |
| Stazione di Sakaemachi (Aichi)                 | 栄町駅 (愛知県)（さかえまち）                    |
| Stazione di Sakaemachi (Hokkaido)              | 栄町駅 (北海道)（さかえまち）                    |
| Stazione di Sakahogi                           | 坂祝駅（さかほぎ）                               |
| Stazione di Sakai                              | 堺駅（さかい）                                   |
| Stazione di Sakaibashi                         | 坂井橋駅（さかいばし）                           |
| Stazione di Sakaida                            | 堺田駅（さかいだ）                               |
| Stazione di Sakaide                            | 坂出駅（さかいで）                               |
| Stazione di Sakai-Higashi                      | 堺東駅（さかいひがし）                           |
| Stazione di Sakaimachi                         | 境町駅（さかいまち）                             |
| Stazione di Sakaimatsu                         | 境松駅（さかいまつ）                             |
| Stazione di Sakaiminato                        | 境港駅（さかいみなと）                           |
| Stazione di Sakaishi                           | 堺市駅（さかいし）                               |
| Stazione di Sakaisuji-Hommachi                 | 堺筋本町駅（さかいすじほんまち）                 |
| Stazione di Sakakami                           | 坂上駅（さかかみ）                               |
| Stazione di Sakaki                             | 坂城駅（さかき）                                 |
| Stazione di Sakakibara-Onsenguchi              | 榊原温泉口駅（さかきばらおんせんぐち）           |
| Stazione di Sakakita                           | 坂北駅（さかきた）                               |
| Stazione di Sakamachi                          | 坂町駅（さかまち）                               |
| Stazione di Sakamoto (Kumamoto)                | 坂本駅 (熊本県)（さかもと）                      |
| Stazione di Sakamoto (Miyagi)                  | 坂元駅（さかもと）                               |
| Stazione di Sakamoto (Shiga)                   | 坂本駅 (滋賀県)（さかもと）                      |
| Stazione di Sakane                             | 坂根駅（さかね）                                 |
| Stazione di Sakanoichi                         | 坂ノ市駅（さかのいち）                           |
| Stazione di Sakanoue                           | 坂之上駅（さかのうえ）                           |
| Stazione di Sakaori                            | 酒折駅（さかおり）                               |
| Stazione di Sakari                             | 盛駅（さかり）                                   |
| Stazione di Sakasai                            | 逆井駅（さかさい）                               |
| Stazione di Sakasegawa                         | 逆瀬川駅（さかせがわ）                           |
| Stazione di Sakashita                          | 坂下駅（さかした）                               |
| Stazione di Sakata (Shiga)                     | 坂田駅（さかた）                                 |
| Stazione di Sakata (Yamagata)                  | 酒田駅（さかた）                                 |
| Stazione di Sakawa                             | 佐川駅（さかわ）                                 |
| Stazione di Sakidaira                          | 崎平駅（さきだいら）                             |
| Stazione di Sakihana                           | 咲花駅（さきはな）                               |
| Stazione di Sakimori                           | 崎守駅（さきもり）                               |
| Stazione di Sakiyama                           | 崎山駅（さきやま）                               |
| Stazione di Sakkuru                            | 咲来駅（さっくる）                               |
| Stazione di Sako                               | 佐古駅（さこ）                                   |
| Stazione di Sakō                               | 栄生駅（さこう）                                 |
| Stazione di Sakogi                             | 佐古木駅（さこぎ）                               |
| Stazione di Sakoshi                            | 坂越駅（さこし）                                 |
| Stazione di Saku                               | 佐久駅（さく）                                   |
| Stazione di Sakudaira                          | 佐久平駅（さくだいら）                           |
| Stazione di Sakugiguchi                        | 作木口駅（さくぎぐち）                           |
| Stazione di Saku-Hirose                        | 佐久広瀬駅（さくひろせ）                         |
| Stazione di Sakuma                             | 佐久間駅（さくま）                               |
| Stazione di Sakunami                           | 作並駅（さくなみ）                               |
| Stazione di Sakura (Aichi)                     | 桜駅 (愛知県)（さくら）                          |
| Stazione di Sakura (Chiba)                     | 佐倉駅（さくら）                                 |
| Stazione di Sakura (Mie)                       | 桜駅 (三重県)（さくら）                          |
| Stazione di Sakurabashi (Shizuoka)             | 桜橋駅 (静岡県)（さくらばし）                    |
| Stazione di Sakurabashi (Toyama)               | 桜橋駅 (富山県)（さくらばし）                    |
| Stazione di Sakuradai (Fukuoka)                | 桜台駅 (福岡県)（さくらだい）                    |
| Stazione di Sakuradai (Tokyo)                  | 桜台駅 (東京都)（さくらだい）                    |
| Stazione di Sakuradamon                        | 桜田門駅（さくらだもん）                         |
| Stazione di Sakuragaoka                        | 桜ヶ丘駅（さくらがおか）                         |
| Stazione di Sakuragawa (Osaka)                 | 桜川駅 (大阪府)（さくらがわ）                    |
| Stazione di Sakuragawa (Shiga)                 | 桜川駅 (滋賀県)（さくらがわ）                    |
| Stazione di Sakuragi (Chiba)                   | 桜木駅 (千葉県)（さくらぎ）                      |
| Stazione di Sakuragi (Shizuoka)                | 桜木駅 (静岡県)（さくらぎ）                      |
| Stazione di Sakuragichō                        | 桜木町駅（さくらぎちょう）                       |
| Stazione di Sakurahommachi                     | 桜本町駅（さくらほんまち）                       |
| Stazione di Sakurai (Aichi)                    | 桜井駅 (愛知県)（さくらい）                      |
| Stazione di Sakurai (Nara)                     | 桜井駅 (奈良県)（さくらい）                      |
| Stazione di Sakurai (Osaka)                    | 桜井駅 (大阪府)（さくらい）                      |
| Stazione di Sakurajima                         | 桜島駅（さくらじま）                             |
| Stazione di Sakurajōsui                        | 桜上水駅（さくらじょうすい）                     |
| Stazione di Sakurakaidō                        | 桜街道駅（さくらかいどう）                       |
| Stazione di Sakuramachi (Nagano)               | 桜町駅 (長野県)（さくらまち）                    |
| Stazione di Sakuramachi (Nagasaki)             | 桜町駅 (長崎県)（さくらまち）                    |
| Stazione di Sakuramachimae                     | 桜町前駅（さくらまちまえ）                       |
| Stazione di Sakurambo Higashine                | さくらんぼ東根駅（さくらんぼひがしね）           |
| Stazione di Sakuramizu                         | 桜水駅（さくらみず）                             |
| Stazione di Sakuranomiya                       | 桜ノ宮駅（さくらのみや）                         |
| Stazione di Sakuraoka                          | 桜岡駅（さくらおか）                             |
| Stazione di Sakurasawa                         | 桜沢駅 (長野県)（さくらさわ）                    |
| Stazione di Sakura-Shinmachi                   | 桜新町駅（さくらしんまち）                       |
| Stazione di Sakura Shukugawa                   | さくら夙川駅（さくらしゅくがわ）                 |
| Stazione di Sakurayama                         | 桜山駅（さくらやま）                             |
| Stazione di Sakurazaka                         | 桜坂駅（さくらざか）                             |
| Stazione di Sakurazawa                         | 桜沢駅 (埼玉県)（さくらざわ）                    |
| Stazione di Sakusabe                           | 作草部駅（さくさべ）                             |
| Stazione di Saku-Uminokuchi                    | 佐久海ノ口駅（さくうみのくち）                   |
| Stazione di Sakyōyama                          | 左京山駅（さきょうやま）                         |
| Stazione di Samani                             | 様似駅（さまに）                                 |
| Stazione di Sambashidōri-Gochōme               | 桟橋通五丁目駅（さんばしどおりごちょうめ）       |
| Stazione di Sambashi-Shakomae                  | 桟橋車庫前駅（さんばししゃこまえ）               |
| Stazione di Sambommatsu (Kagawa)               | 三本松駅 (香川県)（さんぼんまつ）                |
| Stazione di Sambommatsu (Nara)                 | 三本松駅 (奈良県)（さんぼんまつ）                |
| Stazione di Sambommatsuguchi                   | 三本松口駅（さんぼんまつぐち）                   |
| Stazione di Same                               | 鮫駅（さめ）                                     |
| Stazione di Samegai                            | 醒ヶ井駅（さめがい）                             |
| Stazione di Samezu                             | 鮫洲駅（さめず）                                 |
| Stazione di Samitagawa                         | 佐味田川駅（さみたがわ）                         |
| Stazione di Samizo                             | 三溝駅（さみぞ）                                 |
| Stazione di Sammaibashi                        | 三枚橋駅（さんまいばし）                         |
| Stazione di Sammi                              | 三見駅（さんみ）                                 |
| Stazione di Sammon                             | 山門駅（さんもん）                               |
| Stazione di Samukawa                           | 寒川駅（さむかわ）                               |
| Stazione di Samuraihama                        | 侍浜駅（さむらいはま）                           |
| Stazione di Sana                               | 佐奈駅（さな）                                   |
| Stazione di Sanage                             | 猿投駅（さなげ）                                 |
| Stazione di Sanagu                             | 佐那具駅（さなぐ）                               |
| Stazione di Sanda                              | 三田駅 (兵庫県)（さんだ）                        |
| Stazione di Sanda-Hommachi                     | 三田本町駅（さんだほんまち）                     |
| Stazione di Sangamori                          | 三ヶ森駅（さんがもり）                           |
| Stazione di Sangane                            | 三ヶ根駅（さんがね）                             |
| Stazione di Sangenjaya                         | 三軒茶屋駅（さんげんぢゃや）                     |
| Stazione di Sangō (Aichi)                      | 三郷駅 (愛知県)（さんごう）                      |
| Stazione di Sangō (Nara)                       | 三郷駅 (奈良県)（さんごう）                      |
| Stazione di Sangūbashi                         | 参宮橋駅（さんぐうばし）                         |
| Stazione di Sangyō-dōro                        | 産業道路駅（さんぎょうどうろ）                   |
| Stazione di Sangyō Shinkō Center               | 産業振興センター駅（さんぎょうしんこうせんたー） |
| Stazione di Sanjō (Fukuoka)                    | 山上駅 (福岡県)（さんじょう）                    |
| Stazione di Sanjō (Kagawa)                     | 三条駅 (香川県)（さんじょう）                    |
| Stazione di Sanjō (Kyoto)                      | 三条駅 (京都府)（さんじょう）                    |
| Stazione di Sanjō (Niigata)                    | 三条駅 (新潟県)（さんじょう）                    |
| Stazione di Sanjō (Tokyo)                      | 山上駅 (東京都)（さんじょう）                    |
| Stazione di Sanjō-Keihan                       | 三条京阪駅（さんじょうけいはん）                 |
| Stazione di Sanjūhassha                        | 三十八社駅（さんじゅうはっしゃ）                 |
| Stazione di Sannohe                            | 三戸駅（さんのへ）                               |
| Stazione di Sannomiya (JR West)                | 三ノ宮駅（さんのみや）                           |
| Stazione di Sannomiya                          | 三宮駅（さんのみや）                             |
| Stazione di Sannomiya-Hanadokeimae             | 三宮・花時計前駅（さんのみや・はなどけいまえ）   |
| Stazione di Sannō (Aichi)                      | 山王駅 (愛知県)（さんのう）                      |
| Stazione di Sannō (Fukui)                      | 山王駅 (福井県)（さんのう）                      |
| Stazione di Sano                               | 佐野駅（さの）                                   |
| Stazione di Sanoshi                            | 佐野市駅（さのし）                               |
| Stazione di Sanrigi                            | 三里木駅（さんりぎ）                             |
| Stazione di Sanriku                            | 三陸駅（さんりく）                               |
| Stazione di Sanroku (Fukuoka)                  | 山麓駅 (福岡県)（さんろく）                      |
| Stazione di Sanroku (Tokyo)                    | 山麓駅 (東京都)（さんろく）                      |
| Stazione di Sansai                             | 三才駅（さんさい）                               |
| Stazione di Sanuki                             | 佐貫駅（さぬき）                                 |
| Stazione di Sanuki-Aioi                        | 讃岐相生駅（さぬきあいおい）                     |
| Stazione di Sanuki-Fuchū                       | 讃岐府中駅（さぬきふちゅう）                     |
| Stazione di Sanukimachi                        | 佐貫町駅（さぬきまち）                           |
| Stazione di Sanuki-Mure                        | 讃岐牟礼駅（さぬきむれ）                         |
| Stazione di Sanuki-Saida                       | 讃岐財田駅（さぬきさいだ）                       |
| Stazione di Sanuki-Shioya                      | 讃岐塩屋駅（さぬきしおや）                       |
| Stazione di Sanuki-Shirotori                   | 讃岐白鳥駅（さぬきしろとり）                     |
| Stazione di Sanuki-Tsuda                       | 讃岐津田駅（さぬきつだ）                         |
| Stazione di Sanyo Aboshi                       | 山陽網干駅（さんようあぼし）                     |
| Stazione di Sanyo Akashi                       | 山陽明石駅（さんようあかし）                     |
| Stazione di Sanyo Himeji                       | 山陽姫路駅（さんようひめじ）                     |
| Stazione di Sanyō-Joshidaimae                  | 山陽女子大前駅（さんようじょしだいまえ）         |
| Stazione di Sanyo Shioya                       | 山陽塩屋駅（さんようしおや）                     |
| Stazione di Sanyo Sone                         | 山陽曽根駅（さんようそね）                       |
| Stazione di Sanyo Suma                         | 山陽須磨駅（さんようすま）                       |
| Stazione di Sanyo Tarumi                       | 山陽垂水駅（さんようたるみ）                     |
| Stazione di Sanyo Temma                        | 山陽天満駅（さんようてんま）                     |
| Stazione di Sanyo Uozumi                       | 山陽魚住駅（さんよううおずみ）                   |
| Stazione di Sanze                              | 三瀬駅（さんぜ）                                 |
| Stazione di Sappinai                           | 札比内駅（さっぴない）                           |
| Stazione di Sapporo                            | 札幌駅（さっぽろ）                               |
| Stazione di Sapporo (Sapporo Municipal Subway) | さっぽろ駅                                       |
| Stazione di Sapporo Beer Teien                 | サッポロビール庭園駅（サッポロビールていえん）   |
| Stazione di Sapporo Kamotsu Terminal           | 札幌貨物ターミナル駅（さっぽろかもつたーみなる） |
| Stazione di Sarayama                           | 佐良山駅（さらやま）                             |
| Stazione di Sari                               | 佐里駅（さり）                                   |
| Stazione di Saruda                             | 猿田駅（さるだ）                                 |
| Stazione di Saruhashi                          | 猿橋駅（さるはし）                               |
| Stazione di Saruiwa                            | 猿岩駅（さるいわ）                               |
| Stazione di Saruwada                           | 猿和田駅（さるわだ）                             |
| Stazione di Sasabara                           | 篠原駅 (愛知県)（ささばら）                      |
| Stazione di Sasabaru                           | 笹原駅（ささばる）                               |
| Stazione di Sasabe                             | 笹部駅（ささべ）                                 |
| Stazione di Sasagawa                           | 笹川駅（ささがわ）                               |
| Stazione di Sasago                             | 笹子駅（ささご）                                 |
| Stazione di Sasaguri                           | 篠栗駅（ささぐり）                               |
| Stazione di Sasaharada                         | 笹原田駅（ささはらだ）                           |
| Stazione di Sasaki                             | 佐々木駅（ささき）                               |
| Stazione di Sasakino                           | 笹木野駅（ささきの）                             |
| Stazione di Sasashima-raibu                    | ささしまライブ駅（ささしまらいぶ）               |
| Stazione di Sasaya                             | 笹谷駅（ささや）                                 |
| Stazione di Sasayamaguchi                      | 篠山口駅（ささやまぐち）                         |
| Stazione di Sasazu                             | 笹津駅（ささづ）                                 |
| Stazione di Sasazuka                           | 笹塚駅（ささづか）                               |
| Stazione di Sasebo                             | 佐世保駅（させぼ）                               |
| Stazione di Sasebo-Chūō                        | 佐世保中央駅（させぼちゅうおう）                 |
| Stazione di Sashiki                            | 佐敷駅（さしき）                                 |
| Stazione di Sashimaki                          | 刺巻駅（さしまき）                               |
| Stazione di Sashiōgi                           | 指扇駅（さしおうぎ）                             |
| Stazione di Sashiu                             | 佐志生駅（さしう）                               |
| Stazione di Sato                               | 里駅（さと）                                     |
| Stazione di Satomi                             | 里見駅（さとみ）                                 |
| Stazione di Satoshiraishi                      | 里白石駅（さとしらいし）                         |
| Stazione di Satoshō                            | 里庄駅（さとしょう）                             |
| Stazione di Satsu                              | 佐津駅（さつ）                                   |
| Stazione di Satsukari                          | 札苅駅（さつかり）                               |
| Stazione di Satsukidai                         | 五月台駅（さつきだい）                           |
| Stazione di Satsukino                          | さつき野駅（さつきの）                           |
| Stazione di Satsuma-Imaizumi                   | 薩摩今和泉駅（さつまいまいずみ）                 |
| Stazione di Satsuma-Itashiki                   | 薩摩板敷駅（さつまいたしき）                     |
| Stazione di Satsuma-Kawashiri                  | 薩摩川尻駅（さつまかわしり）                     |
| Stazione di Satsuma-Matsumoto                  | 薩摩松元駅（さつままつもと）                     |
| Stazione di Satsuma-Ōkawa                      | 薩摩大川駅（さつまおおかわ）                     |
| Stazione di Satsuma-Shioya                     | 薩摩塩屋駅（さつましおや）                       |
| Stazione di Satsuma-Taki                       | 薩摩高城駅（さつまたき）                         |
| Stazione di Satsunai                           | 札内駅（さつない）                               |
| Stazione di Satte                              | 幸手駅（さって）                                 |
| Stazione di Satteki                            | 札的駅（さってき）                               |
| Stazione di Sattsuru                           | 札弦駅（さっつる）                               |
| Stazione di Sawa (Ibaraki)                     | 佐和駅（さわ）                                   |
| Stazione di Sawa (Nagano)                      | 沢駅（さわ）                                     |
| Stazione di Sawabe                             | 沢辺駅（さわべ）                                 |
| Stazione di Sawada                             | 沢田駅（さわだ）                                 |
| Stazione di Sawadani                           | 沢谷駅（さわだに）                               |
| Stazione di Sawai                              | 沢井駅（さわい）                                 |
| Stazione di Sawajiri                           | 沢尻駅（さわじり）                               |
| Stazione di Sawama                             | 沢間駅（さわま）                                 |
| Stazione di Sawame                             | 沢目駅（さわめ）                                 |
| Stazione di Sawanakayama                       | 沢中山駅（さわなかやま）                         |
| Stazione di Sawando                            | 沢渡駅（さわんど）                               |
| Stazione di Sawanochō                          | 沢ノ町駅（さわのちょう）                         |
| Stazione di Sawara                             | 佐原駅（さわら）                                 |
| Stazione di Sawaragi                           | 沢良宜駅（さわらぎ）                             |
| Stazione di Saya                               | 佐屋駅（さや）                                   |
| Stazione di Sayama                             | 狭山駅（さやま）                                 |
| Stazione di Sayamagaoka                        | 狭山ヶ丘駅（さやまがおか）                       |
| Stazione di Sayamashi                          | 狭山市駅（さやまし）                             |
| Stazione di Sayo                               | 佐用駅（さよ）                                   |
| Stazione di Saza                               | 佐々駅（さざ）                                   |

### Sc-Se
| Stazione di Screen                 | スクリーン駅（すくりーん）                         |
| Stazione di Seba                   | 洗馬駅（せば）                                     |
| Stazione di Sechigo                | 清児駅（せちご）                                   |
| Stazione di Segoshi                | 瀬越駅（せごし）                                   |
| Stazione di Seheji                 | 瀬辺地駅（せへじ）                                 |
| Stazione di Seiaichūkō-mae         | 聖愛中高前駅（せいあいちゅうこうまえ）             |
| Stazione di Seibijō                | 整備場駅（せいびじょう）                           |
| Stazione di Seibu Chichibu         | 西武秩父駅（せいぶちちぶ）                         |
| Stazione di Seibuen                | 西武園駅（せいぶえん）                             |
| Stazione di Seibu-Kyūjō-mae        | 西武球場前駅（せいぶきゅうじょうまえ）             |
| Stazione di Seibu Shinjuku         | 西武新宿駅（せいぶしんじゅく）                     |
| Stazione di Seibu Tachikawa        | 西武立川駅（せいぶたちかわ）                       |
| Stazione di Seibu Yagisawa         | 西武柳沢駅（せいぶやぎさわ）                       |
| Stazione di Seibu-Yūenchi          | 西武遊園地駅（せいぶゆうえんち）                   |
| Stazione di Seihama                | 勢浜駅（せいはま）                                 |
| Stazione di Seihōkōkōmae           | 清峰高校前駅（せいほうこうこうまえ）               |
| Stazione di Seijōgakuen-Mae        | 成城学園前駅（せいじょうがくえんまえ）             |
| Stazione di Seikan Tunnel Kinenkan | 青函トンネル記念館駅（せいかんとんねるきねんかん） |
| Stazione di Seikibashi             | 清輝橋駅（せいきばし）                             |
| Stazione di Seimei                 | 清明駅（せいめい）                                 |
| Stazione di Seiseki-Sakuragaoka    | 聖蹟桜ヶ丘駅（せいせきさくらがおか）               |
| Stazione di Seishin-Chūō           | 西神中央駅（せいしんちゅうおう）                   |
| Stazione di Seishin-Minami         | 西神南駅（せいしんみなみ）                         |
| Stazione di Seishūgakuenmae        | 静修学園前駅（せいしゅうがくえんまえ）             |
| Stazione di Seiwagakuenmae         | 清和学園前駅（せいわがくえんまえ）                 |
| Stazione di Seki (Gifu)            | 関駅 (岐阜県)（せき）                              |
| Stazione di Seki (Mie)             | 関駅 (三重県)（せき）                              |
| Stazione di Sekigahara             | 関ヶ原駅（せきがはら）                             |
| Stazione di Sekigawa               | 関川駅（せきがわ）                                 |
| Stazione di Sekiguchi              | 関口駅（せきぐち）                                 |
| Stazione di Sekijūjibyōinmae       | 赤十字病院前駅（せきじゅうじびょういんまえ）       |
| Stazione di Sekijūjimae            | 赤十字前駅（せきじゅうじまえ）                     |
| Stazione di Sekime                 | 関目駅（せきめ）                                   |
| Stazione di Sekime-Seiiku          | 関目成育駅（せきめせいいく）                       |
| Stazione di Sekime-Takadono        | 関目高殿駅（せきめたかどの）                       |
| Stazione di Sekine                 | 関根駅（せきね）                                   |
| Stazione di Sekinomiya             | 関ノ宮駅（せきのみや）                             |
| Stazione di Sekishi                | 積志駅（せきし）                                   |
| Stazione di Seki-Shimouchi         | 関下有知駅（せきしもうち）                         |
| Stazione di Seki-Shiyakushomae     | 関市役所前駅（せきしやくしょまえ）                 |
| Stazione di Sekito                 | 関都駅（せきと）                                   |
| Stazione di Seki-Tomioka           | 関富岡駅（せきとみおか）                           |
| Stazione di Sekiya (Nara)          | 関屋駅 (奈良県)（せきや）                          |
| Stazione di Sekiya (Niigata)       | 関屋駅 (新潟県)（せきや）                          |
| Stazione di Sekiyama               | 関山駅（せきやま）                                 |
| Stazione di Sembayashi             | 千林駅（せんばやし）                               |
| Stazione di Sembayashi-Ōmiya       | 千林大宮駅（せんばやしおおみや）                   |
| Stazione di Sembokuchō             | 仙北町駅（せんぼくちょう）                         |
| Stazione di Sembon                 | 千本駅（せんぼん）                                 |
| Stazione di Semine                 | 瀬峰駅（せみね）                                   |
| Stazione di Semi-Onsen             | 瀬見温泉駅（せみおんせん）                         |
| Stazione di Sempukuji              | 泉福寺駅（せんぷくじ）                             |
| Stazione di Senchō                 | 千丁駅（せんちょう）                               |
| Stazione di Senda                  | 千旦駅（せんだ）                                   |
| Stazione di Sendagaya              | 千駄ヶ谷駅（せんだがや）                           |
| Stazione di Sendagi                | 千駄木駅（せんだぎ）                               |
| Stazione di Sendai (Miyagi)        | 仙台駅（せんだい）                                 |
| Stazione di Sendai (Kagoshima)     | 川内駅 (鹿児島県)（せんだい）                      |
| Stazione di Sendai Airport         | 仙台空港駅（せんだいくうこう）                     |
| Stazione di Sendaifutō             | 仙台埠頭駅（せんだいふとう）                       |
| Stazione di Sendai-Kitakō          | 仙台北港駅（せんだいきたこう）                     |
| Stazione di Sendaikō               | 仙台港駅（せんだいこう）                           |
| Stazione di Sendai-Nishikō         | 仙台西港駅（せんだいにしこう）                     |
| Stazione di Sendaira               | 千平駅（せんだいら）                               |
| Stazione di Sengakuji              | 泉岳寺駅（せんがくじ）                             |
| Stazione di Sengawa                | 仙川駅（せんがわ）                                 |
| Stazione di Sengencho              | 浅間町駅（せんげんちょう）                         |
| Stazione di Sengendai              | せんげん台駅（せんげんだい）                       |
| Stazione di Sengoku                | 千石駅（せんごく）                                 |
| Stazione di Senjō                  | 千丈駅（せんじょう）                               |
| Stazione di Senjōjiki              | 千畳敷駅（せんじょうじき）                         |
| Stazione di Senju-Ōhashi           | 千住大橋駅（せんじゅおおはし）                     |
| Stazione di Senkawa                | 千川駅（せんかわ）                                 |
| Stazione di Senmaya                | 千厩駅（せんまや）                                 |
| Stazione di Seno                   | 瀬野駅（せの）                                     |
| Stazione di Senoo                  | 妹尾駅（せのお）                                   |
| Stazione di Senoue                 | 瀬上駅（せのうえ）                                 |
| Senri-Chūō                         | 千里中央駅（せんりちゅうおう）                     |
| Stazione di Senrioka               | 千里丘駅（せんりおか）                             |
| Stazione di Senriyama              | 千里山駅（せんりやま）                             |
| Stazione di Senryūgataki           | 潜竜ヶ滝駅（せんりゅうがたき）                     |
| Stazione di Sentoku                | 千徳駅（せんとく）                                 |
| Stazione di Senzai                 | 前栽駅（せんざい）                                 |
| Stazione di Senzaki                | 仙崎駅（せんざき）                                 |
| Stazione di Senzoku                | 洗足駅（せんぞく）                                 |
| Stazione di Senzoku-Ike            | 洗足池駅（せんぞくいけ）                           |
| Stazione di Senzu                  | 千頭駅（せんず）                                   |
| Stazione di Seppu                  | 節婦駅（せっぷ）                                   |
| Stazione di Serada                 | 世良田駅（せらだ）                                 |
| Stazione di Sesekushi              | 瀬々串駅（せせくし）                               |
| Stazione di Sessokyō-Onsen         | 接岨峡温泉駅（せっそきょうおんせん）               |
| Stazione di Seta (Kumamoto)        | 瀬田駅 (熊本県)（せた）                            |
| Stazione di Seta (Shiga)           | 瀬田駅 (滋賀県)（せた）                            |
| Stazione di Setagaya               | 世田谷駅（せたがや）                               |
| Stazione di Setagaya-Daita         | 世田谷代田駅（せたがやだいた）                     |
| Stazione di Setaka                 | 瀬高駅（せたか）                                   |
| Stazione di Seto                   | 瀬戸駅（せと）                                     |
| Stazione di Setoguchi              | 瀬戸口駅（せとぐち）                               |
| Stazione di Setoishi               | 瀬戸石駅（せといし）                               |
| Stazione di Setose                 | 瀬戸瀬駅（せとせ）                                 |
| Stazione di Setoshi                | 瀬戸市駅（せとし）                                 |
| Stazione di Seto-Shiyakushomae     | 瀬戸市役所前駅（せとしやくしょまえ）               |
| Stazione di Settsu                 | 摂津駅（せっつ）                                   |
| Stazione di Settsu-Motoyama        | 摂津本山駅（せっつもとやま）                       |
| Stazione di Settsu-shi             | 摂津市駅（せっつし）                               |
| Stazione di Settsu-Tonda           | 摂津富田駅（せっつとんだ）                         |
| Stazione di Seya                   | 瀬谷駅（せや）                                     |
| Stazione di Seya-Kitaguchi         | 勢野北口駅（せやきたぐち）                         |

### Sha-Shim
| Stazione di Shadai                     | 社台駅（しゃだい）                            |
| Stazione di Shaguma                    | 舎熊駅（しゃぐま）                            |
| Stazione di Shake                      | 社家駅（しゃけ）                              |
| Stazione di Shakubetsu                 | 尺別駅（しゃくべつ）                          |
| Stazione di Shakudo                    | 尺土駅（しゃくど）                            |
| Stazione di Shakujiikōen               | 石神井公園駅（しゃくじいこうえん）            |
| Stazione di Shibahara                  | 柴原駅（しばはら）                            |
| Stazione di Shibahashi                 | 柴橋駅（しばはし）                            |
| Stazione di Shibahira                  | 柴平駅（しばひら）                            |
| Stazione di Shibajuku                  | 柴宿駅（しばじゅく）                          |
| Stazione di Shibakawa                  | 芝川駅（しばかわ）                            |
| Stazione di Shibakōen                  | 芝公園駅（しばこうえん）                      |
| Stazione di Shibamata                  | 柴又駅（しばまた）                            |
| Stazione di Shibasaki                  | 柴崎駅（しばさき）                            |
| Stazione di Shibasaki-Taiikukan        | 柴崎体育館駅（しばさきたいいくかん）          |
| Stazione di Shibata (Aichi)            | 柴田駅（しばた）                              |
| Stazione di Shibata (Niigata)          | 新発田駅（しばた）                            |
| Stazione di Shibaura-futō              | 芝浦ふ頭駅（しばうらふとう）                  |
| Stazione di Shibayama                  | 柴山駅（しばやま）                            |
| Stazione di Shibayama-Chiyoda          | 芝山千代田駅（しばやまちよだ）                |
| Stazione di Shibecha                   | 標茶駅（しべちゃ）                            |
| Stazione di Shibetsu                   | 士別駅（しべつ）                              |
| Stazione di Shibukawa                  | 渋川駅（しぶかわ）                            |
| Stazione di Shibuki                    | 渋木駅（しぶき）                              |
| Stazione di Shibun                     | 志文駅（しぶん）                              |
| Stazione di Shibusawa                  | 渋沢駅（しぶさわ）                            |
| Stazione di Shibushi                   | 志布志駅（しぶし）                            |
| Stazione di Shibutami                  | 渋民駅（しぶたみ）                            |
| Stazione di Shibuya                    | 渋谷駅（しぶや）                              |
| Stazione di Shichidō                   | 七道駅（しちどう）                            |
| Stazione di Shichijō                   | 七条駅（しちじょう）                          |
| Stazione di Shichikenjaya              | 七軒茶屋駅（しちけんぢゃや）                  |
| Stazione di Shichinohe-Towada          | 七戸十和田駅（しちのへとわだ）                |
| Stazione di Shichirigahama             | 七里ヶ浜駅（しちりがはま）                    |
| Stazione di Shidai-igakubu             | 市大医学部駅（しだいいがくぶ）                |
| Stazione di Shido                      | 志度駅（しど）                                |
| Stazione di Shiga                      | 志賀駅（しが）                                |
| Stazione di Shiga-hondōri              | 志賀本通駅（しがほんどおり）                  |
| Stazione di Shigaraki                  | 信楽駅（しがらき）                            |
| Stazione di Shigarakigūshi             | 紫香楽宮跡駅（しがらきぐうし）                |
| Stazione di Shigasato                  | 滋賀里駅（しがさと）                          |
| Stazione di Shigehara                  | 重原駅（しげはら）                            |
| Stazione di Shigeno                    | 滋野駅（しげの）                              |
| Stazione di Shigeoka                   | 重岡駅（しげおか）                            |
| Stazione di Shigetō                    | 繁藤駅（しげとう）                            |
| Stazione di Shigetomi                  | 重富駅（しげとみ）                            |
| Stazione di Shigeyasu                  | 重安駅（しげやす）                            |
| Stazione di Shigino                    | 鴫野駅（しぎの）                              |
| Stazione di Shigisanguchi              | 信貴山口駅（しぎさんぐち）                    |
| Stazione di Shigisanshita              | 信貴山下駅（しぎさんした）                    |
| Stazione di Shigō                      | 四郷駅（しごう）                              |
| Stazione di Shii (JR Kyushu)           | 志井駅 (JR九州)（しい）                       |
| Stazione di Shii (Kitakyushu Monorail) | 志井駅 (北九州高速鉄道)（しい）               |
| Stazione di Shiida                     | 椎田駅（しいだ）                              |
| Stazione di Shiikōen                   | 志井公園駅（しいこうえん）                    |
| Stazione di Shiinamachi                | 椎名町駅（しいなまち）                        |
| Stazione di Shiishiba                  | 椎柴駅（しいしば）                            |
| Stazione di Shiizakai                  | 志比堺駅（しいざかい）                        |
| Stazione di Shijima                    | 四十万駅（しじま）                            |
| Stazione di Shijimi                    | 志染駅（しじみ）                              |
| Stazione di Shijō                      | 四条駅（しじょう）                            |
| Stazione di Shijōmae                   | 市場前駅（しじょうまえ）                      |
| Stazione di Shijōnawate                | 四条畷駅（しじょうなわて）                    |
| Stazione di Shijō-Ōmiya                | 四条大宮駅（しじょうおおみや）                |
| Stazione di Shikabe                    | 鹿部駅（しかべ）                              |
| Stazione di Shikaga                    | 鹿賀駅（しかが）                              |
| Stazione di Shikaka                    | 鹿家駅（しかか）                              |
| Stazione di Shikama                    | 飾磨駅（しかま）                              |
| Stazione di Shikamura                  | 四箇村駅（しかむら）                          |
| Stazione di Shikanotani                | 鹿ノ谷駅（しかのたに）                        |
| Stazione di Shikaribetsu               | 然別駅（しかりべつ）                          |
| Stazione di Shikauchi                  | 鹿討駅（しかうち）                            |
| Stazione di Shikenjō-mae               | 試験場前駅（しけんじょうまえ）                |
| Stazione di Shiki (Osaka)              | 志紀駅（しき）                                |
| Stazione di Shiki (Saitama)            | 志木駅（しき）                                |
| Stazione di Shikido                    | 敷戸駅（しきど）                              |
| Stazione di Shikiji                    | 敷地駅（しきじ）                              |
| Stazione di Shikijiki                  | 式敷駅（しきじき）                            |
| Stazione di Shikinami                  | 敷浪駅（しきなみ）                            |
| Stazione di Shikinosato                | 四季の郷駅（しきのさと）                      |
| Stazione di Shikishima                 | 敷島駅（しきしま）                            |
| Stazione di Shiku                      | 志久駅（しく）                                |
| Stazione di Shima-Akasaki              | 志摩赤崎駅（しまあかさき）                    |
| Stazione di Shimabara                  | 島原駅（しまばら）                            |
| Stazione di Shimabara-Gaikō            | 島原外港駅（しまばらがいこう）                |
| Stazione di Shimada                    | 島田駅 (静岡県)（しまだ）                     |
| Stazione di Shimagahara                | 島ヶ原駅（しまがはら）                        |
| Stazione di Shima-Isobe                | 志摩磯部駅（しまいそべ）                      |
| Stazione di Shimamatsu                 | 島松駅（しままつ）                            |
| Stazione di Shimamoto                  | 島本駅（しまもと）                            |
| Stazione di Shimanokoshi               | 島越駅（しまのこし）                          |
| Stazione di Shimanoseki                | 島ノ関駅（しまのせき）                        |
| Stazione di Shimanoshita               | 島ノ下駅（しまのした）                        |
| Stazione di Shimao                     | 島尾駅（しまお）                              |
| Stazione di Shima-Shimmei              | 志摩神明駅（しましんめい）                    |
| Stazione di Shimata                    | 島田駅 (山口県)（しまた）                     |
| Stazione di Shimatakamatsu             | 島高松駅（しまたかまつ）                      |
| Stazione di Shimatetsu-honshamae       | 島鉄本社前駅（しまてつほんしゃまえ）          |
| Stazione di Shimatetsu Yue             | 島鉄湯江駅（しまてつゆえ）                    |
| Stazione di Shimauchi                  | 島内駅（しまうち）                            |
| Stazione di Shima-Ujinaga              | 島氏永駅（しまうじなが）                      |
| Stazione di Shima-Yokoyama             | 志摩横山駅（しまよこやま）                    |
| Stazione di Shimbamba                  | 新馬場駅（しんばんば）                        |
| Stazione di Shimbaru                   | 新原駅（しんばる）                            |
| Stazione di Shimbashi                  | 新橋駅（しんばし）                            |
| Stazione di Shiminbyōin-mae (Nagasaki) | 市民病院前駅 (長崎県)（しみんびょういんまえ） |
| Stazione di Shiminbyōin-mae (Toyama)   | 市民病院前駅 (富山県)（しみんびょういんまえ） |
| Stazione di Shimin-hiroba              | 市民広場駅（しみんひろば）                    |
| Stazione di Shiminkōen-mae             | 市民公園前駅（しみんこうえんまえ）            |
| Stazione di Shimizu (Aichi)            | 清水駅 (愛知県)（しみず）                     |
| Stazione di Shimizu (Osaka)            | 清水駅 (大阪府)（しみず）                     |
| Stazione di Shimizu (Shizuoka)         | 清水駅 (静岡県)（しみず）                     |
| Stazione di Shimizugawa                | 清水川駅（しみずがわ）                        |
| Stazione di Shimizuhara                | 清水原駅（しみずはら）                        |
| Stazione di Shimizukōen                | 清水公園駅（しみずこうえん）                  |
| Stazione di Shimizumachi               | 清水町駅（しみずまち）                        |
| Stazione di Shimizusawa                | 清水沢駅（しみずさわ）                        |
| Stazione di Shimizuura                 | 冷水浦駅（しみずうら）                        |
| Stazione di Shimmachi (Gunma)          | 新町駅 (群馬県)（しんまち）                   |
| Stazione di Shimmachi (Kumamoto)       | 新町駅 (熊本県)（しんまち）                   |
| Stazione di Shimmachiguchi             | 新町口駅（しんまちぐち）                      |
| Stazione di Shimmei (Fukui)            | 神明駅 (福井県)（しんめい）                   |
| Stazione di Shimmei (Hokkaido)         | 神明駅 (北海道)（しんめい）                   |
| Stazione di Shimmeichō                 | 神明町駅（しんめいちょう）                    |
| Stazione di Shimmori-Furuichi          | 新森古市駅（しんもりふるいち）                |
| Stazione di Shimo                      | 志茂駅（しも）                                |
| Stazione di Shimo-Akatsuka             | 下赤塚駅（しもあかつか）                      |
| Stazione di Shimo-Amazu                | 下天津駅（しもあまづ）                        |
| Stazione di Shimo-Asō                  | 下麻生駅（しもあそう）                        |
| Stazione di Shimobeonsen               | 下部温泉駅（しもべおんせん）                  |
| Stazione di Shimoda                    | 下田駅（しもだ）                              |
| Stazione di Shimodaira                 | 下平駅（しもだいら）                          |
| Stazione di Shimodate                  | 下館駅（しもだて）                            |
| Stazione di Shimodate-Nikōmae          | 下館二高前駅（しもだてにこうまえ）            |
| Stazione di Shimo-Fukawa               | 下深川駅（しもふかわ）                        |
| Stazione di Shimo-Fukaya               | 下深谷駅（しもふかや）                        |
| Stazione di Shimofunato                | 下船渡駅（しもふなと）                        |
| Stazione di Shimo-Gion                 | 下祇園駅（しもぎおん）                        |
| Stazione di Shimogiri                  | 下切駅（しもぎり）                            |
| Stazione di Shimogōri                  | 下郡駅（しもごおり）                          |
| Stazione di Shimo-Goshiro              | 下小代駅（しもごしろ）                        |
| Stazione di Shimohama                  | 下浜駅（しもはま）                            |
| Stazione di Shimo-Hōjō                 | 下北条駅（しもほうじょう）                    |
| Stazione di Shimohyōgo (Fukui)         | 下兵庫駅 (福井県)（しもひょうご）             |
| Stazione di Shimohyōgo (Wakayama)      | 下兵庫駅 (和歌山県)（しもひょうご）           |
| Stazione di Shimoichi                  | 下市駅（しもいち）                            |
| Stazione di Shimo-Ichida               | 下市田駅（しもいちだ）                        |
| Stazione di Shimoichiguchi             | 下市口駅（しもいちぐち）                      |
| Stazione di Shimo-Igusa                | 下井草駅（しもいぐさ）                        |
| Stazione di Shimoiida                  | 下飯田駅（しもいいだ）                        |
| Stazione di Shimo-Imaichi              | 下今市駅（しもいまいち）                      |
| Stazione di Shimo-Isaka                | 下井阪駅（しもいさか）                        |
| Stazione di Shimo-Ita                  | 下伊田駅（しもいた）                          |
| Stazione di Shimo-Itabashi             | 下板橋駅（しもいたばし）                      |
| Stazione di Shimoizumi                 | 下泉駅（しもいずみ）                          |
| Stazione di Shimoji                    | 下地駅（しもじ）                              |
| Stazione di Shimojima (Ina)            | 下島駅 (長野県伊那市)（しもじま）             |
| Stazione di Shimojima (Matsumoto)      | 下島駅 (長野県松本市)（しもじま）             |
| Stazione di Shimo-Kamoo                | 下鴨生駅（しもかもお）                        |
| Stazione di Shimo-Kanayama             | 下金山駅（しもかなやま）                      |
| Stazione di Shimo-Kawabe               | 下川辺駅（しもかわべ）                        |
| Stazione di Shimo-Kawai                | 下川合駅（しもかわい）                        |
| Stazione di Shimokawazoi               | 下川沿駅（しもかわぞい）                      |
| Stazione di Shimokita                  | 下北駅（しもきた）                            |
| Stazione di Shimo-Kitazawa             | 下北沢駅（しもきたざわ）                      |
| Stazione di Shimokoma                  | 下狛駅（しもこま）                            |
| Stazione di Shimokosawa                | 下古沢駅（しもこさわ）                        |
| Stazione di Shimokō                    | 下府駅（しもこう）                            |
| Stazione di Shimokuno                  | 下久野駅（しもくの）                          |
| Stazione di Shimo-Maruko               | 下丸子駅（しもまるこ）                        |
| Stazione di Shimomatsu                 | 下松駅 (大阪府)（しもまつ）                   |
| Stazione di Shimomizo                  | 下溝駅（しもみぞ）                            |
| Stazione di Shimonada                  | 下灘駅（しもなだ）                            |
| Stazione di Shimonagaya                | 下永谷駅（しもながや）                        |
| Stazione di Shimonii                   | 下新駅（しもにい）                            |
| Stazione di Shimonita                  | 下仁田駅（しもにた）                          |
| Stazione di Shimonogō                  | 下之郷駅（しものごう）                        |
| Stazione di Shimonomiya                | 下野宮駅（しものみや）                        |
| Stazione di Shimonoseki                | 下関駅（しものせき）                          |
| Stazione di Shimonoshiro               | 下野代駅（しものしろ）                        |
| Stazione di Shimonoshō                 | 下庄駅（しものしょう）                        |
| Stazione di Shimonuma                  | 下沼駅（しもぬま）                            |
| Stazione di Shimo-Ochiai               | 下落合駅（しもおちあい）                      |
| Stazione di Shimo-Ogawa                | 下小川駅（しもおがわ）                        |
| Stazione di Shimo-Okui                 | 下奥井駅（しもおくい）                        |
| Stazione di Shimoōri                   | 下大利駅（しもおおり）                        |
| Stazione di Shimo-Otai                 | 下小田井駅（しもおたい）                      |
| Stazione di Shimōsa-Kōzaki             | 下総神崎駅（しもうさこうざき）                |
| Stazione di Shimōsa-Manzaki            | 下総松崎駅（しもうさまんざき）                |
| Stazione di Shimōsa-Nakayama           | 下総中山駅（しもうさなかやま）                |
| Stazione di Shimōsa-Tachibana          | 下総橘駅（しもうさたちばな）                  |
| Stazione di Shimosato                  | 下里駅（しもさと）                            |
| Stazione di Shimōsa-Toyosato           | 下総豊里駅（しもうさとよさと）                |
| Stazione di Shimo-Shibetsu             | 下士別駅（しもしべつ）                        |
| Stazione di Shimo-Shii                 | 下志比駅（しもしい）                          |
| Stazione di Shimo-Shinden              | 下新田駅（しもしんでん）                      |
| Stazione di Shimo-Shinjō               | 下新庄駅（しもしんじょう）                    |
| Stazione di Shimo-Shinmei              | 下神明駅（しもしんめい）                      |
| Stazione di Shimo-Shirataki            | 下白滝駅（しもしらたき）                      |
| Stazione di Shimo-Soga                 | 下曽我駅（しもそが）                          |
| Stazione di Shimo-Sone                 | 下曽根駅（しもそね）                          |
| Stazione di Shimo-Sugaya               | 下菅谷駅（しもすがや）                        |
| Stazione di Shimo-Suwa                 | 下諏訪駅（しもすわ）                          |
| Stazione di Shimo-Takaido              | 下高井戸駅（しもたかいど）                    |
| Stazione di Shimotaki                  | 下滝駅（しもたき）                            |
| Stazione di Shimotogari                | 下土狩駅（しもとがり）                        |
| Stazione di Shimotoppu                 | 下徳富駅（しもとっぷ）                        |
| Stazione di Shimotsu                   | 下津駅（しもつ）                              |
| Stazione di Shimotsuke-Hanaoka         | 下野花岡駅（しもつけはなおか）                |
| Stazione di Shimotsuke-Ōsawa           | 下野大沢駅（しもつけおおさわ）                |
| Stazione di Shimotsuma                 | 下妻駅（しもつま）                            |
| Stazione di Shimoura                   | 下浦駅（しもうら）                            |
| Stazione di Shimo-Uwa                  | 下宇和駅（しもうわ）                          |
| Stazione di Shimo-Wachi                | 下和知駅（しもわち）                          |
| Stazione di Shimo-Yakuno               | 下夜久野駅（しもやくの）                      |
| Stazione di Shimoyama (Kochi)          | 下山駅 (高知県)（しもやま）                   |
| Stazione di Shimoyama (Kyoto)          | 下山駅 (京都府)（しもやま）                   |
| Stazione di Shimo-Yamaguchi            | 下山口駅（しもやまぐち）                      |
| Stazione di Shimoyamamura              | 下山村駅（しもやまむら）                      |
| Stazione di Shimo-Yamato               | 下山門駅（しもやまと）                        |
| Stazione di Shimo-Yoshida              | 下吉田駅（しもよしだ）                        |
| Stazione di Shimoyui                   | 下油井駅（しもゆい）                          |
| Stazione di Shimoyuino                 | 下唯野駅（しもゆいの）                        |
| Stazione di Shimo-Yuzawa               | 下湯沢駅（しもゆざわ）                        |
| Stazione di Shimpu                     | 新府駅（しんぷ）                              |
| Stazione di Shimukappu                 | 占冠駅（しむかっぷ）                          |
| Stazione di Shimurasakaue              | 志村坂上駅（しむらさかうえ）                  |
| Stazione di Shimura Sanchome           | 志村三丁目駅（しむらさんちょうめ）            |

### Shin
| Stazione di Shinagawa Seaside         | 品川シーサイド駅                               |
| Stazione di Shinagawa                 | 品川駅                                         |
| Stazione di Shinainuma                | 品井沼駅                                       |
| Stazione di Shin-Akitsu               | 新秋津駅                                       |
| Stazione di Shin-Anjō                 | 新安城駅                                       |
| Stazione di Shinano-Arai              | 信濃荒井駅                                     |
| Stazione di Shin-Aomori               | 新青森駅                                       |
| Stazione di Shin-Arima                | 新有馬駅                                       |
| Stazione di Shin-Asahi                | 新旭駅                                         |
| Stazione di Shin-Asahikawa            | 新旭川駅                                       |
| Stazione di Shin-Asakusa              | 新浅草駅                                       |
| Stazione di Shinano-Asano             | 信濃浅野駅                                     |
| Stazione di Shinano-Kawada            | 信濃川田駅                                     |
| Stazione di Shinano-Kawakami          | 信濃川上駅                                     |
| Stazione di Shinano-Kawashima         | 信濃川島駅                                     |
| Stazione di Shinano-Kizaki            | 信濃木崎駅                                     |
| Stazione di Shinano-Kokubunji         | 信濃国分寺駅                                   |
| Stazione di Shinanomachi              | 信濃町駅                                       |
| Stazione di Shinano-Matsukawa         | 信濃松川駅                                     |
| Stazione di Shinano-Moriue            | 信濃森上駅                                     |
| Stazione di Shinano-Oiwake            | 信濃追分駅                                     |
| Stazione di Shinano-Ōmachi            | 信濃大町駅                                     |
| Stazione di Shinano-Sakai             | 信濃境駅                                       |
| Stazione di Shinano-Shiratori         | 信濃白鳥駅                                     |
| Stazione di Shinano-Taira             | 信濃平駅                                       |
| Stazione di Shinano-Takehara          | 信濃竹原駅                                     |
| Stazione di Shinano-Tokiwa            | 信濃常盤駅                                     |
| Stazione di Shinano-Yoshida           | 信濃吉田駅                                     |
| Stazione di Shinchi                   | 新地駅                                         |
| Stazione di Shin-Chiba                | 新千葉駅                                       |
| Stazione di Shindaita                 | 新代田駅                                       |
| Stazione di Shindembaru               | 新田原駅                                       |
| Stazione di Shinden (Kyoto)           | 新田駅 (京都府)                                |
| Stazione di Shinden (Saitama)         | 新田駅 (埼玉県)                                |
| Stazione di Shindō                    | 新堂駅                                         |
| Stazione di Shindō-Higashi            | 新道東駅                                       |
| Stazione di Shin-Egota                | 新江古田駅                                     |
| Stazione di Shin-Fuji (Hokkaido)      | 新富士駅 (北海道)                              |
| Stazione di Shin-Fuji (Shizuoka)      | 新富士駅 (静岡県)                              |
| Stazione di Shin-Fujiwara             | 新藤原駅                                       |
| Stazione di Shin-Fukae                | 新深江駅                                       |
| Stazione di Shin-Fukui                | 新福井駅                                       |
| Stazione di Shin-Fukushima            | 新福島駅                                       |
| Stazione di Shin-Funabashi            | 新船橋駅                                       |
| Stazione di Shingai                   | 新改駅                                         |
| Stazione di Shingashi                 | 新河岸駅                                       |
| Stazione di Shinge                    | 新家駅                                         |
| Stazione di Shingi                    | 新木駅 (高知県)                                |
| Stazione di Shingō                    | 新郷駅 (埼玉県)                                |
| Stazione di Shingū                    | 新宮駅                                         |
| Stazione di Shingū-Chūō               | 新宮中央駅                                     |
| Stazione di Shin-Hamamatsu            | 新浜松駅                                       |
| Stazione di Shin-Hanamaki             | 新花巻駅                                       |
| Stazione di Shin-Hashima              | 新羽島駅                                       |
| Stazione di Shin-Hikida               | 新疋田駅                                       |
| Stazione di Shin-Hirano               | 新平野駅                                       |
| Stazione di Shin-Hiro                 | 新広駅                                         |
| Stazione di Shin-Hokota               | 新鉾田駅                                       |
| Stazione di Shin-Hōsono               | 新祝園駅                                       |
| Stazione di Shin-ichi                 | 新市駅                                         |
| Stazione di Shin-Iizuka               | 新飯塚駅                                       |
| Stazione di Shin-Imamiya              | 新今宮駅                                       |
| Stazione di Shin-Inokuchi             | 新井口駅                                       |
| Stazione di Shin-Isesaki              | 新伊勢崎駅                                     |
| Stazione di Shin-Ishikiri             | 新石切駅                                       |
| Stazione di Shin-Itabashi             | 新板橋駅（                                     |
| Stazione di Shin-Itami                | 新伊丹駅                                       |
| Stazione di Shin-Iwakuni              | 新岩国駅（                                     |
| Stazione di Shinji                    | 宍道駅                                         |
| Stazione di Shinjō                    | 新庄駅                                         |
| Stazione di Shinjohara                | 新所原駅                                       |
| Stazione di Shinjō-Tanaka             | 新庄田中駅                                     |
| Stazione di Shinjuku                  | 新宿駅                                         |
| Stazione di Shinjuku-gyoemmae         | 新宿御苑前駅                                   |
| Stazione di Shinjuku-Nishiguchi       | 新宿西口駅                                     |
| Stazione di Shinjuku Sanchōme         | 新宿三丁目駅                                   |
| Stazione di Shinkaichi                | 新開地駅                                       |
| Stazione di Shin-Kamagaya             | 新鎌ヶ谷駅（しんかまがや）                     |
| Stazione di Shin-Kambara              | 新蒲原駅（しんかんばら）                       |
| Stazione di Shin-Kami                 | 新加美駅（しんかみ）                           |
| Stazione di Shin-Kanaoka              | 新金岡駅（しんかなおか）                       |
| Stazione di Shin-Kanaya               | 新金谷駅（しんかなや）                         |
| Stazione di Shin-Kani                 | 新可児駅（しんかに）                           |
| Stazione di Shin-Kanō                 | 新加納駅（しんかのう）                         |
| Stazione di Shin-Kanuma               | 新鹿沼駅（しんかぬま）                         |
| Stazione di Shin-Kashiwa              | 新柏駅（しんかしわ）                           |
| Stazione di Shinkawa (Ehime)          | 新川駅 (愛媛県)（しんかわ）                    |
| Stazione di Shinkawa (Hokkaido)       | 新川駅 (北海道)（しんかわ）                    |
| Stazione di Shinkawabashi             | 新川橋駅（しんかわばし）                       |
| Stazione di Shinkawachō               | 新川町駅 (北海道)（しんかわちょう）            |
| Stazione di Shinkawamachi             | 新川町駅 (愛知県)（しんかわまち）              |
| Stazione di Shin-Kawasaki             | 新川崎駅（しんかわさき）                       |
| Stazione di Shin-Kemigawa             | 新検見川駅（しんけみがわ）                     |
| Stazione di Shin-Kiba                 | 新木場駅（しんきば）                           |
| Stazione di Shin-Kiryū                | 新桐生駅（しんきりゅう）                       |
| Stazione di Shin-Kisogawa             | 新木曽川駅（しんきそがわ）                     |
| Stazione di Shin-Kiyosu               | 新清洲駅（しんきよす）                         |
| Shin-Kōbe                             | 新神戸駅（しんこうべ）                         |
| Stazione di Shin-Kodaira              | 新小平駅（しんこだいら）                       |
| Stazione di Shin-Kōenji               | 新高円寺駅（しんこうえんじ）                   |
| Stazione di Shin-Koga                 | 新古河駅（しんこが）                           |
| Stazione di Shin-Koganei              | 新小金井駅（しんこがねい）                     |
| Stazione di Shin-Koiwa                | 新小岩駅（しんこいわ）                         |
| Stazione di Shin-Koshigaya            | 新越谷駅（しんこしがや）                       |
| Stazione di Shin-Kotoni               | 新琴似駅（しんことに）                         |
| Stazione di Shin-Kōshinzuka           | 新庚申塚駅（しんこうしんづか）                 |
| Stazione di Shin-Koyanose             | 新木屋瀬駅（しんこやのせ）                     |
| Stazione di Shin-Koyasu               | 新子安駅（しんこやす）                         |
| Stazione di Shin-Kurashiki            | 新倉敷駅（しんくらしき）                       |
| Stazione di Shin-Kurobe               | 新黒部駅（しんくろべ）                         |
| Stazione di Shinkyūdaigakumae         | 鍼灸大学前駅（しんきゅうだいがくまえ）         |
| Stazione di Shin-Maebashi             | 新前橋駅（しんまえばし）                       |
| Stazione di Shin-Maiko                | 新舞子駅（しんまいこ）                         |
| Stazione di Shin-Maruko               | 新丸子駅（しんまるこ）                         |
| Stazione di Shin-Matsuda              | 新松田駅（しんまつだ）                         |
| Stazione di Shin-Matsudo              | 新松戸駅（しんまつど）                         |
| Stazione di Shin-Mikawashima          | 新三河島駅（しんみかわしま）                   |
| Stazione di Shin-Minamata             | 新水俣駅（しんみなまた）                       |
| Stazione di Shin-Misato               | 新三郷駅（しんみさと）                         |
| Stazione di Shin-Miyakawa             | 新宮川駅（しんみやかわ）                       |
| Stazione di Shin-Mobara               | 新茂原駅（しんもばら）                         |
| Stazione di Shin-Moriya               | 新守谷駅（しんもりや）                         |
| Stazione di Shin-Moriyama             | 新守山駅（しんもりやま）                       |
| Stazione di Shin-Nagata               | 新長田駅（しんながた）                         |
| Stazione di Shinnaka                  | 新那加駅（しんなか）                           |
| Stazione di Shin-Nakano               | 新中野駅（しんなかの）                         |
| Stazione di Shin-Nanyō                | 新南陽駅（しんなんよう）                       |
| Stazione di Shin-Narashino            | 新習志野駅（しんならしの）                     |
| Stazione di Shin-Nihombashi           | 新日本橋駅（しんにほんばし）                   |
| Stazione di Shin-Nishikanazawa        | 新西金沢駅（しんにしかなざわ）                 |
| Stazione di Shin-Nishiwaki            | 新西脇駅（しんにしわき）                       |
| Stazione di Shinnittetsumae           | 新日鉄前駅（しんにってつまえ）                 |
| Stazione di Shinnyū                   | 新入駅（しんにゅう）                           |
| Stazione di Shinobugaoka              | 忍ヶ丘駅（しのぶがおか）                       |
| Stazione di Shin-Ochanomizu           | 新御茶ノ水駅（しんおちゃのみず）               |
| Stazione di Shinodayama               | 信太山駅（しのだやま）                         |
| Stazione di Shinohara (Kochi)         | 篠原駅 (高知県)（しのはら）                    |
| Stazione di Shinohara (Shiga)         | 篠原駅 (滋賀県)（しのはら）                    |
| Stazione di Shin-Okachimachi          | 新御徒町駅（しんおかちまち）                   |
| Stazione di Shin-Onomichi             | 新尾道駅（しんおのみち）                       |
| Stazione di Shin-Ōhirashita           | 新大平下駅（しんおおひらした）                 |
| Stazione di Shin-Ōji                  | 新王寺駅（しんおうじ）                         |
| Shin-Ōkubo                            | 新大久保駅（しんおおくぼ）                     |
| Stazione di Shinome                   | 篠目駅（しのめ）                               |
| Stazione di Shinomiya                 | 四宮駅（しのみや）                             |
| Stazione di Shin-Ōmiya                | 新大宮駅（しんおおみや）                       |
| Stazione di Shin-Ōmura                | 新大村駅（しんおおむら）                       |
| Stazione di Shin-Ōmuta                | 新大牟田駅（しんおおむた）                     |
| Stazione di Shinonoi                  | 篠ノ井駅（しののい）                           |
| Stazione di Shinonome (Kyoto)         | 東雲駅 (京都府)（しののめ）                    |
| Stazione di Shinonome (Tokyo)         | 東雲駅 (東京都)（しののめ）                    |
| Stazione di Shinoro                   | 篠路駅（しのろ）                               |
| Shin-Ōsaka                            | 新大阪駅（しんおおさか）                       |
| Stazione di Shin-Otanoshike           | 新大楽毛駅（しんおたのしけ）                   |
| Stazione di Shin-Ōtsu                 | 新大津駅（しんおおつ）                         |
| Stazione di Shin-Ōtsuka               | 新大塚駅（しんおおつか）                       |
| Stazione di Shinozaki                 | 篠崎駅（しのざき）                             |
| Stazione di Shinozuka                 | 篠塚駅（しのづか）                             |
| Stazione di Shin-Rifu                 | 新利府駅（しんりふ）                           |
| Stazione di Shinrinkōen (Hokkaidō)    | 森林公園駅 (北海道)（しんりんこうえん）        |
| Stazione di Shinrinkōen (Saitama)     | 森林公園駅 (埼玉県)（しんりんこうえん）        |
| Stazione di Shinsaibashi              | 心斎橋駅（しんさいばし）                       |
| Stazione di Shin-Sakaemachi (Aichi)   | 新栄町駅 (愛知県)（しんさかえまち）            |
| Stazione di Shin-Sakaemachi (Fukuoka) | 新栄町駅 (福岡県)（しんさかえまち）            |
| Stazione di Shin-Sakaeno              | 新栄野駅（しんさかえの）                       |
| Stazione di Shin-Sakuradai            | 新桜台駅（しんさくらだい）                     |
| Stazione di Shin-Sanda                | 新三田駅（しんさんだ）                         |
| Stazione di Shin-Sapporo              | 新札幌駅（しんさっぽろ）                       |
| Stazione di Shin-Sayama               | 新狭山駅（しんさやま）                         |
| Stazione di Shin-Seibijō              | 新整備場駅（しんせいびじょう）                 |
| Stazione di Shinseki                  | 新関駅 (新潟県)（しんせき）                    |
| Stazione di Shinsen                   | 神泉駅（しんせん）                             |
| Stazione di Shinsen Ikebukuro         | 新線池袋駅（しんせんいけぶくろ）               |
| Stazione di Shinsen Shinjuku          | 新線新宿駅（しんせんしんじゅく）               |
| Stazione di Shin-Seto                 | 新瀬戸駅（しんせと）                           |
| Stazione di Shin-Shibamata            | 新柴又駅（しんしばまた）                       |
| Stazione di Shin-Shibaura             | 新芝浦駅（しんしばうら）                       |
| Stazione di Shin-Shimashima           | 新島々駅（しんしましま）                       |
| Stazione di Shin-Shimizu              | 新清水駅（しんしみず）                         |
| Stazione di Shin-Shimonoseki          | 新下関駅（しんしものせき）                     |
| Stazione di Shin-Shirakawa            | 新白河駅（しんしらかわ）                       |
| Stazione di Shinshiraoka              | 新白岡駅（しんしらおか）                       |
| Stazione di Shinshiro                 | 新城駅（しんしろ）                             |
| Stazione di Shin-Shizuoka             | 新静岡駅（しんしずおか）                       |
| Stazione di Shinshō                   | 新正駅（しんしょう）                           |
| Stazione di Shinshū-Nakano            | 信州中野駅（しんしゅうなかの）                 |
| Stazione di Shin-Sugita               | 新杉田駅（しんすぎた）                         |
| Stazione di Shin-Suizenji             | 新水前寺駅（しんすいぜんじ）                   |
| Stazione di Shin-Suya                 | 新須屋駅（しんすや）                           |
| Stazione di Shin-Takahama             | 新高浜駅（しんたかはま）                       |
| Stazione di Shin-Takashima            | 新高島駅（しんたかしま）                       |
| Stazione di Shin-Takashimadaira       | 新高島平駅（しんたかしまだいら）               |
| Stazione di Shin-Takatoku             | 新高徳駅（しんたかとく）                       |
| Stazione di Shin-Tamana               | 新玉名駅（しんたまな）                         |
| Stazione di Shin-Tanabe               | 新田辺駅（しんたなべ）                         |
| Stazione di Shintetsu Dōjō            | 神鉄道場駅（しんてつどうじょう）               |
| Stazione di Shintetsu Rokkō           | 神鉄六甲駅（しんてつろっこう）                 |
| Stazione di Shin-Tochigi              | 新栃木駅（しんとちぎ）                         |
| Stazione di Shin-Tokorozawa           | 新所沢駅（しんところざわ）                     |
| Stazione di Shintoku                  | 新得駅（しんとく）                             |
| Stazione di Shintomichō (Tokyo)       | 新富町駅 (東京都)（しんとみちょう）            |
| Stazione di Shintomichō (Toyama)      | 新富町駅 (富山県)（しんとみちょう）            |
| Stazione di Shin-Toride               | 新取手駅（しんとりで）                         |
| Stazione di Shin-Tosu                 | 新鳥栖駅（しんとす）                           |
| Stazione di Shin-Totsukawa            | 新十津川駅（しんとつかわ）                     |
| Stazione di Shin-Toyama               | 新富山駅（しんとやま）                         |
| Stazione di Shin-Toyohashi            | 新豊橋駅（しんとよはし）                       |
| Stazione di Shin-Toyosu               | 新豊洲駅（しんとよす）                         |
| Stazione di Shin-Toyota               | 新豊田駅（しんとよた）                         |
| Stazione di Shin-Toyotsu              | 新豊津駅（しんとよつ）                         |
| Stazione di Shin-Tsudanuma            | 新津田沼駅（しんつだぬま）                     |
| Stazione di Shin-Tsuruba              | 新鶴羽駅（しんつるば）                         |
| Stazione di Shin-Unuma                | 新鵜沼駅（しんうぬま）                         |
| Stazione di Shin-Uozu                 | 新魚津駅（しんうおづ）                         |
| Stazione di Shin-Urayasu              | 新浦安駅（しんうらやす）                       |
| Stazione di Shin-Uwagoromo            | 新上挙母駅（しんうわごろも）                   |
| Stazione di Shin-Yahashira            | 新八柱駅（しんやはしら）                       |
| Stazione di Shin-Yamaguchi            | 新山口駅（しんやまぐち）                       |
| Stazione di Shin-Yatsushiro           | 新八代駅（しんやつしろ）                       |
| Stazione di Shin-Yokohama             | 新横浜駅（しんよこはま）                       |
| Stazione di Shin-Yoshino              | 新吉野駅（しんよしの）                         |
| Stazione di Shin-Yōkaichi             | 新八日市駅（しんようかいち）                   |
| Stazione di Shin-Yūbari               | 新夕張駅（しんゆうばり）                       |
| Stazione di Shin-Yurigaoka            | 新百合ヶ丘駅（しんゆりがおか）                 |
| Stazione di Shinza                    | しんざ駅                                       |
| Stazione di Shinzaike                 | 新在家駅（しんざいけ）                         |
| Stazione di Shinzō-kekkan Center      | 心臓血管センター駅（しんぞうけっかんセンター） |
| Stazione di Shin-Zushi                | 新逗子駅（しんずし）                           |

### Shio-Shu
| Stazione di Shiodamachi                  | 塩田町駅（しおだまち）                               |
| Stazione di Shiodome                     | 汐留駅（しおどめ）                                   |
| Stazione di Shiogama                     | 塩釜駅（しおがま）                                   |
| Stazione di Shiogamaguchi                | 塩釜口駅（しおがまぐち）                             |
| Stazione di Shiogō                       | 塩郷駅（しおごう）                                   |
| Stazione di Shiohama                     | 塩浜駅（しおはま）                                   |
| Stazione di Shioiri (Kagawa)             | 塩入駅（しおいり）                                   |
| Stazione di Shioiri (Kanagawa)           | 汐入駅（しおいり）                                   |
| Stazione di Shiojiri                     | 塩尻駅（しおじり）                                   |
| Stazione di Shiokari                     | 塩狩駅（しおかり）                                   |
| Stazione di Shiokawa                     | 塩川駅（しおかわ）                                   |
| Stazione di Shiomachi                    | 塩町駅（しおまち）                                   |
| Stazione di Shiomi (Hokkaido)            | 汐見駅（しおみ）                                     |
| Stazione di Shiomi (Tokyo)               | 潮見駅（しおみ）                                     |
| Stazione di Shiomibashi                  | 汐見橋駅（しおみばし）                               |
| Stazione di Shionomiya                   | 汐ノ宮駅（しおのみや）                               |
| Stazione di Shionosawa                   | 塩之沢駅（しおのさわ）                               |
| Stazione di Shiosawa                     | 塩沢駅（しおさわ）                                   |
| Stazione di Shiotsu                      | 四方津駅（しおつ）                                   |
| Stazione di Shiotsuka                    | 塩塚駅（しおつか）                                   |
| Stazione di Shioya (Hokkaido)            | 塩谷駅（しおや）                                     |
| Stazione di Shioya (Hyōgo)               | 塩屋駅 (兵庫県)（しおや）                            |
| Stazione di Shioya (Kagawa)              | 塩屋駅 (香川県)（しおや）                            |
| Stazione di Shiozaki                     | 塩崎駅（しおざき）                                   |
| Stazione di Shippō                       | 七宝駅（しっぽう）                                   |
| Stazione di Shirahama                    | 白浜駅（しらはま）                                   |
| Stazione di Shirahamanomiya              | 白浜の宮駅（しらはまのみや）                         |
| Stazione di Shiraichi                    | 白市駅（しらいち）                                   |
| Stazione di Shiraikaigan                 | 白井海岸駅（しらいかいがん）                         |
| Stazione di Shiraitodai                  | 白糸台駅（しらいとだい）                             |
| Stazione di Shirakamidake-Tozanguchi     | 白神岳登山口駅（しらかみだけとざんぐち）             |
| Stazione di Shirakawa                    | 白河駅（しらかわ）                                   |
| Stazione di Shirakawaguchi               | 白川口駅（しらかわぐち）                             |
| Stazione di Shiraki                      | 白木駅（しらき）                                     |
| Stazione di Shirakibaru                  | 白木原駅（しらきばる）                               |
| Stazione di Shirakiyama                  | 白木山駅（しらきやま）                               |
| Stazione di Shiraniwadai                 | 白庭台駅（しらにわだい）                             |
| Stazione di Shiranuka                    | 白糠駅（しらぬか）                                   |
| Stazione di Shiraoi                      | 白老駅（しらおい）                                   |
| Stazione di Shiraoka                     | 白岡駅（しらおか）                                   |
| Stazione di Shirasagi                    | 白鷺駅（しらさぎ）                                   |
| Stazione di Shirasaka                    | 白坂駅（しらさか）                                   |
| Stazione di Shirasawa (Aichi)            | 白沢駅 (愛知県)（しらさわ）                          |
| Stazione di Shirasawa (Akita)            | 白沢駅 (秋田県)（しらさわ）                          |
| Stazione di Shirasawa (Kagoshima)        | 白沢駅 (鹿児島県)（しらさわ）                        |
| Stazione di Shirasawa-keikoku            | 白沢渓谷駅（しらさわけいこく）                       |
| Stazione di Shirataki                    | 白滝駅（しらたき）                                   |
| Stazione di Shiratsuka                   | 白塚駅（しらつか）                                   |
| Stazione di Shirayama                    | 白山駅 (香川県)（しらやま）                          |
| Stazione di Shiretoko-Shari              | 知床斜里駅（しれとこしゃり）                         |
| Stazione di Shiritsu-byōin-mae (Okinawa) | 市立病院前駅 (沖縄県)（しりつびょういんまえ）        |
| Stazione di Shiriuchi                    | 知内駅（しりうち）                                   |
| Stazione di Shirōgahara                  | 四郎ヶ原駅（しろうがはら）                           |
| Stazione di Shirogane                    | 白銀駅（しろがね）                                   |
| Stazione di Shiroi                       | 白井駅（しろい）                                     |
| Stazione di Shiroishi (Kumamoto)         | 白石駅 (熊本県)（しろいし）                          |
| Stazione di Shiroishi (Miyagi)           | 白石駅 (宮城県)（しろいし）                          |
| Stazione di Shiroishi (JR Hokkaidō)      | 白石駅 (JR北海道)（しろいし）                        |
| Stazione di Shiroishi (Sapporo Subway)   | 白石駅 (札幌市営地下鉄)（しろいし）                  |
| Stazione di Shiroishi-Zaō                | 白石蔵王駅（しろいしざおう）                         |
| Stazione di Shirokanedai                 | 白金台駅（しろかねだい）                             |
| Stazione di Shirokane-Takanawa           | 白金高輪駅（しろかねたかなわ）                       |
| Stazione di Shiroko                      | 白子駅（しろこ）                                     |
| Stazione di Shiroku                      | 白久駅（しろく）                                     |
| Stazione di Shiromaru                    | 白丸駅 (東京都)（しろまる）                          |
| Stazione di Shiromigaoka                 | 城見ヶ丘駅（しろみがおか）                           |
| Stazione di Shironishi                   | 城西駅（しろにし）                                   |
| Stazione di Shiroshita (Nagano)          | 城下駅 (長野県)（しろした）                          |
| Stazione di Shiroshita (Okayama)         | 城下駅 (岡山県)（しろした）                          |
| Stazione di Shirotori-Kōgen              | 白鳥高原駅（しろとりこうえん）                       |
| Stazione di Shirousagi                   | 白兎駅（しろうさぎ）                                 |
| Stazione di Shishibu                     | ししぶ駅（ししぶ）                                   |
| Stazione di Shishido                     | 宍戸駅（ししど）                                     |
| Stazione di Shishikui                    | 宍喰駅（ししくい）                                   |
| Stazione di Shishiori-Karakuwa           | 鹿折唐桑駅（ししおりからくわ）                       |
| Stazione di Shisho                       | 四所駅（ししょ）                                     |
| Stazione di Shisui                       | 酒々井駅（しすい）                                   |
| Stazione di Shitadan                     | 下段駅（しただん）                                   |
| Stazione di Shitanoe                     | 下ノ江駅（したのえ）                                 |
| Stazione di Shitayama                    | 舌山駅（したやま）                                   |
| Stazione di Shiteguri                    | 為栗駅（してぐり）                                   |
| Stazione di Shitennōji-mae Yūhigaoka     | 四天王寺前夕陽ヶ丘駅（してんのうじまえゆうひがおか） |
| Stazione di Shitte                       | 尻手駅（しって）                                     |
| Stazione di Shitte (Ibaraki)             | 知手駅（しって）                                     |
| Stazione di Shiwachi                     | 志和地駅（しわち）                                   |
| Stazione di Shiwa-Chūō                   | 紫波中央駅（しわちゅうおう）                         |
| Stazione di Shiwaguchi                   | 志和口駅（しわぐち）                                 |
| Stazione di Shiyakusho                   | 市役所駅（しやくしょ）                               |
| Stazione di Shiyakusho-mae (Aichi)       | 市役所前駅 (愛知県)（しやくしょまえ）                |
| Stazione di Shiyakusho-mae (Chiba)       | 市役所前駅 (千葉県)（しやくしょまえ）                |
| Stazione di Shiyakusho-mae (Ehime)       | 市役所前駅 (愛媛県)（しやくしょまえ）                |
| Stazione di Shiyakusho-mae (Fukui)       | 市役所前駅 (福井県)（しやくしょまえ）                |
| Shiyakusho-mae (Hiroshima)               | 市役所前駅 (広島県)（しやくしょまえ）                |
| Stazione di Shiyakusho-mae (Hokkaido)    | 市役所前駅 (北海道)（しやくしょまえ）                |
| Stazione di Shiyakusho-mae (Kagoshima)   | 市役所前駅 (鹿児島県)（しやくしょまえ）              |
| Stazione di Shiyakusho-mae (Kumamoto)    | 市役所前駅 (熊本県)（しやくしょまえ）                |
| Stazione di Shiyakusho-mae (Nagano)      | 市役所前駅 (長野県)（しやくしょまえ）                |
| Stazione di Shiyakusho-mae (Wakayama)    | 市役所前駅 (和歌山県)（しやくしょまえ）              |
| Stazione di Shizen'en-mae                | 自然園前駅（しぜんえんまえ）                         |
| Stazione di Shizu (Chiba)                | 志津駅（しづ）                                       |
| Stazione di Shizu (Ibaraki)              | 静駅（しず）                                         |
| Stazione di Shizugawa                    | 志津川駅（しづがわ）                                 |
| Stazione di Shizuhama                    | 清水浜駅（しずはま）                                 |
| Stazione di Shizukari                    | 静狩駅（しずかり）                                   |
| Stazione di Shizukuishi                  | 雫石駅（しずくいし）                                 |
| Stazione di Shizuma                      | 静間駅（しずま）                                     |
| Stazione di Shizumi                      | 志都美駅（しずみ）                                   |
| Stazione di Shizunai                     | 静内駅（しずない）                                   |
| Stazione di Shizuoka                     | 静岡駅（しずおか）                                   |
| Stazione di Shizuoka Freight             | 静岡貨物駅（しずおかかもつ）                         |
| Stazione di Shizuwa                      | 静和駅（しずわ）                                     |
| Stazione di Shobata                      | 勝幡駅（しょばた）                                   |
| Stazione di Shoro                        | 庶路駅（しょろ）                                     |
| Stazione di Shōbara                      | 荘原駅（しょうばら）                                 |
| Stazione di Shōden                       | 生田駅 (秋田県)（しょうでん）                        |
| Stazione di Shōgunzan                    | 将軍山駅（しょうぐんざん）                           |
| Stazione di Shōin-jinjamae               | 松陰神社前駅（しょういんじんじゃまえ）               |
| Stazione di Shōjaku                      | 正雀駅（しょうじゃく）                               |
| Stazione di Shōji (Osaka, Osaka)         | 小路駅（しょうじ）                                   |
| Stazione di Shōji (Toyonaka, Osaka)      | 少路駅（しょうじ）                                   |
| Shōko Center-iriguchi                    | 商工センター入口駅（しょうこうせんたーいりぐち）     |
| Stazione di Shōmaru                      | 正丸駅（しょうまる）                                 |
| Stazione di Shōnai (Oita)                | 庄内駅 (大分県)（しょうない）                        |
| Stazione di Shōnai (Osaka)               | 庄内駅 (大阪府)（しょうない）                        |
| Stazione di Shōnai-dōri                  | 庄内通駅（しょうないどおり）                         |
| Stazione di Shōnai-Ryokuchikōen          | 庄内緑地公園駅（しょうないりょくちこうえん）         |
| Stazione di Shōnan                       | 沼南駅（しょうなん）                                 |
| Stazione di Shōnan-Enoshima              | 湘南江の島駅（しょうなんえのしま）                   |
| Stazione di Shōnandai                    | 湘南台駅（しょうなんだい）                           |
| Stazione di Shōnan-Fukasawa              | 湘南深沢駅（しょうなんふかさわ）                     |
| Stazione di Shōnan-kaigan-kōen           | 湘南海岸公園駅（しょうなんかいがんこうえん）         |
| Stazione di Shōnan-Machiya               | 湘南町屋駅（しょうなんまちや）                       |
| Stazione di Shōwa (Kanagawa)             | 昭和駅（しょうわ）                                   |
| Stazione di Shōwachō (Kagawa)            | 昭和町駅 (香川県)（しょうわちょう）                  |
| Shōwachō (Osaka)                         | 昭和町駅 (大阪府)（しょうわちょう）                  |
| Stazione di Shōwajima                    | 昭和島駅（しょうわじま）                             |
| Stazione di Shōwamachi                   | 昭和町駅 (愛知県)（しょうわまち）                    |
| Stazione di Shōyama                      | 生山駅（しょうやま）                                 |
| Stazione di Shōzui                       | 勝瑞駅（しょうずい）                                 |
| Stazione di Shūgakuin                    | 修学院駅（しゅうがくいん）                           |
| Stazione di Shukugawa                    | 夙川駅（しゅくがわ）                                 |
| Stazione di Shukugawara (Aomori)         | 宿川原駅（しゅくがわら）                             |
| Stazione di Shukugawara (Kanagawa)       | 宿河原駅（しゅくがわら）                             |
| Stazione di Shukuin                      | 宿院駅（しゅくいん）                                 |
| Stazione di Shukunohe                    | 宿戸駅（しゅくのへ）                                 |
| Stazione di Shumombetsu                  | 朱文別駅（しゅもんべつ）                             |
| Stazione di Shuntokumichi                | 俊徳道駅（しゅんとくみち）                           |
| Stazione di Shūrakuen                    | 聚楽園駅（しゅうらくえん）                           |
| Stazione di Shuri                        | 首里駅（しゅり）                                     |
| Stazione di Shuuchi-Kasagami             | 守内かさ神駅（しゅうちかさがみ）                     |
| Stazione di Shuzenji                     | 修善寺駅（しゅぜんじ）                               |

### So-Su
| Stazione di Sobanokami            | 曽波神駅（そばのかみ）                             |
| Stazione di Sōbudaimae            | 相武台前駅（そうぶだいまえ）                       |
| Stazione di Sōbudaishita          | 相武台下駅（そうぶだいした）                       |
| Stazione di Sodani                | 曽谷駅（そだに）                                   |
| Stazione di Sodegaura             | 袖ヶ浦駅（そでがうら）                             |
| Stazione di Sodesaki              | 袖崎駅（そでさき）                                 |
| Stazione di Sōdō                  | 宗道駅（そうどう）                                 |
| Stazione di Soeda                 | 添田駅（そえだ）                                   |
| Stazione di Sōen                  | 桑園駅（そうえん）                                 |
| Stazione di Soga                  | 蘇我駅（そが）                                     |
| Stazione di Sōgo                  | 寒河駅（そうご）                                   |
| Stazione di Sōgosandō             | 宗吾参道駅（そうごさんどう）                       |
| Stazione di Sōgō Rihabiri Center  | 総合リハビリセンター駅（そうごうりはびりせんたー） |
| Stazione di Sōgōundōkōen          | 総合運動公園駅（そうごううんどうこうえん）         |
| Stazione di Sohara (Gifu)         | 蘇原駅（そはら）                                   |
| Stazione di Sohara (Mie)          | 楚原駅（そはら）                                   |
| Stazione di Sōja                  | 総社駅（そうじゃ）                                 |
| Stazione di Sōjiji                | 総持寺駅（そうじじ）                               |
| Stazione di Sōjōdaigakumae        | 崇城大学前駅（そうじょうだいがくまえ）             |
| Stazione di Sōka                  | 草加駅（そうか）                                   |
| Stazione di Sokei                 | 磯鶏駅（そけい）                                   |
| Stazione di Sōma                  | 相馬駅（そうま）                                   |
| Stazione di Sone (Hyōgo)          | 曽根駅 (兵庫県)（そね）                            |
| Stazione di Sone (Osaka)          | 曽根駅 (大阪府)（そね）                            |
| Stazione di Soneda                | 曽根田駅（そねだ）                                 |
| Stazione di Sono                  | 園駅（その）                                       |
| Stazione di Sonobe                | 園部駅（そのべ）                                   |
| Stazione di Sonoda                | 園田駅（そのだ）                                   |
| Stazione di Sonogi                | 彼杵駅（そのぎ）                                   |
| Stazione di Sōri                  | 沢入駅（そうり）                                   |
| Stazione di Sosanji               | 曽山寺駅（そさんじ）                               |
| Stazione di Soshigaya-Ōkura       | 祖師ヶ谷大蔵駅（そしがやおおくら）                 |
| Stazione di Sōtarō                | 宗太郎駅（そうたろう）                             |
| Stazione di Sōunnosato-Ebara      | 早雲の里荏原駅（そううんのさとえばら）             |
| Stazione di Sōunzan               | 早雲山駅（そううんざん）                           |
| Stazione di Sōzenji               | 崇禅寺駅（そうぜんじ）                             |
| Stazione di Space World           | スペースワールド駅                                 |
| Stazione di Sports Center         | スポーツセンター駅                                 |
| Stazione di Suda                  | 隅田駅（すだ）                                     |
| Stazione di Sudo                  | 須津駅（すど）                                     |
| Stazione di Sue (Fukuoka)         | 須恵駅（すえ）                                     |
| Stazione di Sue (Kagawa)          | 陶駅（すえ）                                       |
| Stazione di Sue-Chūō              | 須恵中央駅（すえちゅうおう）                       |
| Stazione di Suehiro               | 末広駅（すえひろ）                                 |
| Stazione di Suehirochō (Hokkaido) | 末広町駅 (北海道)（すえひろちょう）                |
| Stazione di Suehirochō (Kanagawa) | 末広町駅 (神奈川県)（すえひろちょう）              |
| Stazione di Suehirochō (Tokyo)    | 末広町駅 (東京都)（すえひろちょう）                |
| Stazione di Suehirochō (Toyama)   | 末広町駅 (富山県)（すえひろちょう）                |
| Stazione di Suenohara             | 末野原駅（すえのはら）                             |
| Stazione di Suetachibana          | すえたちばな駅（すえたちばな）                     |
| Stazione di Suetsugi              | 末続駅（すえつぎ）                                 |
| Stazione di Suetsune              | 末恒駅（すえつね）                                 |
| Stazione di Sufu                  | 周布駅（すふ）                                     |
| Stazione di Sugamo                | 巣鴨駅（すがも）                                   |
| Stazione di Sugamo-Shinden        | 巣鴨新田駅（すがもしんでん）                       |
| Stazione di Sugano                | 菅野駅（すがの）                                   |
| Stazione di Sugao                 | 菅尾駅（すがお）                                   |
| Stazione di Sugaya                | 菅谷駅（すがや）                                   |
| Stazione di Sugihara              | 杉原駅（すぎはら）                                 |
| Stazione di Sugihashi             | 杉橋駅（すぎはし）                                 |
| Stazione di Sugikawachi           | 杉河内駅（すぎかわち）                             |
| Stazione di Sugimotochō           | 杉本町駅（すぎもとちょう）                         |
| Stazione di Sugisaki              | 杉崎駅（すぎさき）                                 |
| Stazione di Sugita (Fukushima)    | 杉田駅 (福島県)（すぎた）                          |
| Stazione di Sugita (Kanagawa)     | 杉田駅 (神奈川県)（すぎた）                        |
| Stazione di Sugito-Takanodai      | 杉戸高野台駅（すぎとたかのだい）                   |
| Stazione di Sugiyama              | 杉山駅（すぎやま）                                 |
| Stazione di Sugo                  | 巣子駅（すご）                                     |
| Stazione di Suhara (Gifu)         | 洲原駅（すはら）                                   |
| Stazione di Suhara (Nagano)       | 須原駅（すはら）                                   |
| Stazione di Suibara               | 水原駅（すいばら）                                 |
| Stazione di Suidōbashi            | 水道橋駅（すいどうばし）                           |
| Stazione di Suidōchō              | 水道町駅（すいどうちょう）                         |
| Stazione di Suigō                 | 水郷駅（すいごう）                                 |
| Stazione di Suita (JR West)       | 吹田駅 (JR西日本)（すいた）                        |
| Stazione di Suita (Hankyū)        | 吹田駅 (阪急)（すいた）                            |
| Stazione di Suitengūmae           | 水天宮前駅（すいてんぐうまえ）                     |
| Stazione di Suizenji              | 水前寺駅（すいぜんじ）                             |
| Stazione di Suizenjiekidōri       | 水前寺駅通駅（すいぜんじえきどおり）               |
| Stazione di Suka                  | 須賀駅（すか）                                     |
| Stazione di Sukagawa              | 須賀川駅（すかがわ）                               |
| Stazione di Sukaguchi             | 須ヶ口駅（すかぐち）                               |
| Stazione di Sukenobu              | 助信駅（すけのぶ）                                 |
| Stazione di Sukumo                | 宿毛駅（すくも）                                   |
| Stazione di Suma                  | 須磨駅（すま）                                     |
| Stazione di Sumadera              | 須磨寺駅（すまでら）                               |
| Stazione di Suma-Kaihinkōen       | 須磨海浜公園駅（すまかいひんこうえん）             |
| Stazione di Sumaurakōen           | 須磨浦公園駅（すまうらこうえん）                   |
| Stazione di Sumidagawa            | 隅田川駅（すみだがわ）                             |
| Stazione di Sumikawa              | 澄川駅（すみかわ）                                 |
| Stazione di Suminodō              | 住道駅（すみのどう）                               |
| Stazione di Suminoe               | 住ノ江駅（すみのえ）                               |
| Stazione di Suminoekōen           | 住之江公園駅（すみのえこうえん）                   |
| Stazione di Sumiyoshi (JR West)   | 住吉駅 (JR西日本)（すみよし）                      |
| Stazione di Sumiyoshi (Hanshin)   | 住吉駅 (阪神)（すみよし）                          |
| Stazione di Sumiyoshi (Kumamoto)  | 住吉駅 (熊本県)（すみよし）                        |
| Stazione di Sumiyoshi (Nagasaki)  | 住吉駅 (長崎県)（すみよし）                        |
| Stazione di Sumiyoshi (Osaka)     | 住吉駅 (大阪府)（すみよし）                        |
| Stazione di Sumiyoshi (Tokyo)     | 住吉駅 (東京都)（すみよし）                        |
| Stazione di Sumiyoshichō          | 住吉町駅（すみよしちょう）                         |
| Stazione di Sumiyoshidōri         | 住吉通駅（すみよしどおり）                         |
| Stazione di Sumiyoshi-Higashi     | 住吉東駅（すみよしひがし）                         |
| Stazione di Sumiyoshi-Kōen        | 住吉公園駅（すみよしこうえん）                     |
| Stazione di Sumiyoshi-Taisha      | 住吉大社駅（すみよしたいしゃ）                     |
| Stazione di Sumizome              | 墨染駅（すみぞめ）                                 |
| Stazione di Sunadabashi           | 砂田橋駅（すなだばし）                             |
| Stazione di Sunagawa              | 砂川駅（すながわ）                                 |
| Stazione di Sunagawa-Nanaban      | 砂川七番駅（すながわななばん）                     |
| Stazione di Sunami                | 須波駅（すなみ）                                   |
| Stazione di Sundome Nishi         | サンドーム西駅（さんどーむにし）                   |
| Stazione di Sunza                 | 寸座駅（すんざ）                                   |
| Stazione di Suō-Hanaoka           | 周防花岡駅（すおうはなおか）                       |
| Stazione di Suō-Kubo              | 周防久保駅（すおうくぼ）                           |
| Stazione di Suō-Sayama            | 周防佐山駅（すおうさやま）                         |
| Stazione di Suō-Shimogō           | 周防下郷駅（すおうしもごう）                       |
| Stazione di Suō-Takamori          | 周防高森駅（すおうたかもり）                       |
| Stazione di Surisawa              | 摺沢駅（すりさわ）                                 |
| Stazione di Suruga-Oyama          | 駿河小山駅（するがおやま）                         |
| Stazione di Suruga-Tokuyama       | 駿河徳山駅（するがとくやま）                       |
| Stazione di Susa                  | 須佐駅（すさ）                                     |
| Stazione di Susaki                | 須崎駅（すさき）                                   |
| Stazione di Susami                | 周参見駅（すさみ）                                 |
| Stazione di Susenji               | 周船寺駅（すせんじ）                               |
| Stazione di Susono                | 裾野駅（すその）                                   |
| Stazione di Susukino              | すすきの駅                                         |
| Stazione di Suwa                  | 諏訪駅（すわ）                                     |
| Stazione di Suwachō               | 諏訪町駅（すわちょう）                             |
| Stazione di Suwanokawara          | 諏訪川原駅（すわのかわら）                         |
| Stazione di Suwanomori            | 諏訪ノ森駅（すわのもり）                           |
| Stazione di Suwanotaira           | 諏訪ノ平駅（すわのたいら）                         |
| Stazione di Suya                  | 須屋駅（すや）                                     |
| Stazione di Suzaka                | 須坂駅（すざか）                                   |
| Stazione di Suzaki                | 洲先駅（すざき）                                   |
| Suzugamine-joshidai-mae           | 鈴峯女子大前駅（すずがみねじょしだいまえ）         |
| Stazione di Suzuka Circuit Inō    | 鈴鹿サーキット稲生駅（すずかサーキットいのう）     |
| Stazione di Suzuka                | 鈴鹿駅（すずか）                                   |
| Stazione di Suzukakedai           | すずかけ台駅                                       |
| Stazione di Suzukashi             | 鈴鹿市駅（すずかし）                               |
| Stazione di Suzukichō             | 鈴木町駅（すずきちょう）                           |
| Stazione di Suzumeda              | 雀田駅（すずめだ）                                 |
| Stazione di Suzumenomiya          | 雀宮駅（すずめのみや）                             |
| Stazione di Suzurandai            | 鈴蘭台駅（すずらんだい）                           |
| Stazione di Suzurandai-Nishiguchi | 鈴蘭台西口駅（すずらんだいにしぐち）               |
| Stazione di Suzurannosato         | すずらんの里駅（すずらんのさと）                   |